# شلینگفورد
شلینگفورد (به انگلیسی: Shellingford) یک روستا و محله مدنی در بریتانیا است که در ویل آو وایت هرس واقع شده‌است. شلینگفورد ۱۷۳ نفر جمعیت دارد.